# Collines de Mendip
Vous lisez un « article de qualité » labellisé en 2013.
Pour l’article homonyme, voir Mendip.
Les collines de Mendip, en anglais Mendip Hills, communément appelées The Mendips, sont situées dans le Somerset, en Angleterre, au sud-ouest des villes de Bristol et de Bath. Elles culminent à 325 mètres d'altitude à Black Down. Principalement constituées de calcaire, avec du grès et des roches volcaniques, elles présentent un relief karstique prononcé, avec un plateau sommital où s'enfonce un important réseau souterrain, des versants entrecoupés de gorges et des piémonts où ressurgissent les cours d'eau. Ceux-ci sont alimentés par d'importantes précipitations provoquées par le climat tempéré humide de la région. Les nombreuses prairies naturelles couvrant la partie supérieure des collines ont été aménagées par l'homme, notamment pour y pratiquer l'élevage. L'essentiel de la population, longtemps restée démunie en raison de son relatif isolement, se concentre dans leur partie basse.
La région, peuplée depuis le Paléolithique, a présenté un attrait dès l'âge du bronze, accentué durant la conquête romaine de la Bretagne, en raison de sa richesse en minerai et en particulier en plomb. Les collines présentent de nombreuses traces d'exploitation minière, laquelle se poursuit actuellement sous forme de carrières de pierre. Les nombreuses cavités naturelles constituent un site réputé parmi les spéléologues. Les collines sont également populaires pour la pratique de la randonnée pédestre. La zone est classée Area of Outstanding Natural Beauty depuis 1972 sur une superficie approchant 200 km2.

## Toponymie
Plusieurs hypothèses existent sur l'origine du nom Mendip. La forme la plus ancienne connue est Mendepe, en 1185. Une explication trouve ses origines dans le mot celte monith signifiant « montagne, colline », avec un second élément incertain, éventuellement du vieil anglais yppe dans le sens de « hauteur, plateau ». D'autres travaux l'apparentent au brittonique Mened (mynydd en gallois), un terme pour désigner une hauteur. Le suffixe pourrait être une contraction du vieil anglais hop signifiant « vallée ».
Des hypothèses alternatives ont été plus récemment formulées : la première aboutit à « fosse de pierre », du celte meyn et dyppa, en référence au réseau karstique effondré de Cheddar ; la seconde, suggère « puissant et impressionnant », du vieil anglais moen et deop.
Enfin, selon une autre hypothèse, Mendip pourrait avoir la même origine que le mot basque mendi désignant une montagne. Elle viendrait appuyer la théorie défendant qu'un langage proche du basque aurait eu cours dans les îles Britanniques avant l'émergence des langues celtiques. Celle-ci repose sur des preuves ADN selon lesquelles il existerait un lien génétique entre les Celtes britanniques et les Basques.

## Géographie

### Situation

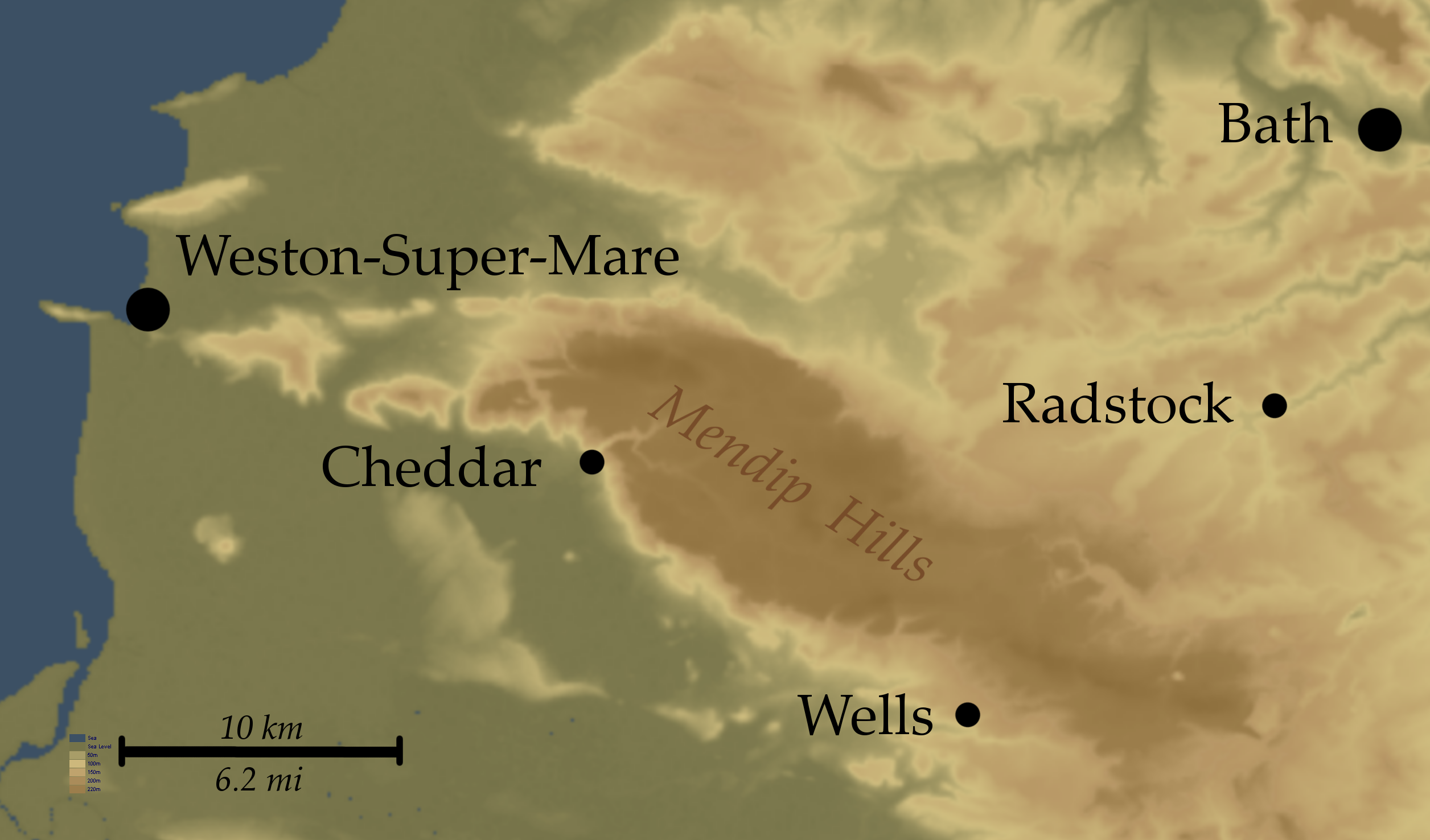
Carte topographie des collines de Mendip.

Les collines de Mendip se trouvent dans le comté non-métropolitain du Somerset, dans le Sud-Ouest de l'Angleterre, au Royaume-Uni. Elles s'étendent sur quarante-cinq kilomètres de long et dix kilomètres de large depuis les côtes de l'estuaire du canal de Bristol, qui débouche sur la mer Celtique, et la ville de Weston-super-Mare jusqu'à Frome. Bristol et Bath se trouvent à une quinzaine de kilomètres au nord-est. Londres est à environ 180 kilomètres à l'est. L'Area of Outstanding Natural Beauty, qui protège une partie de la région, est partagée entre quatre districts : le district non métropolitain de Mendip couvrant 87,7 km2, le district non métropolitain de Sedgemoor comprenant 34 km2, l'autorité unitaire de Bath and North East Somerset sur 37 km2 et l'autorité unitaire du North Somerset couvrant 39,4 km2.

### Topographie

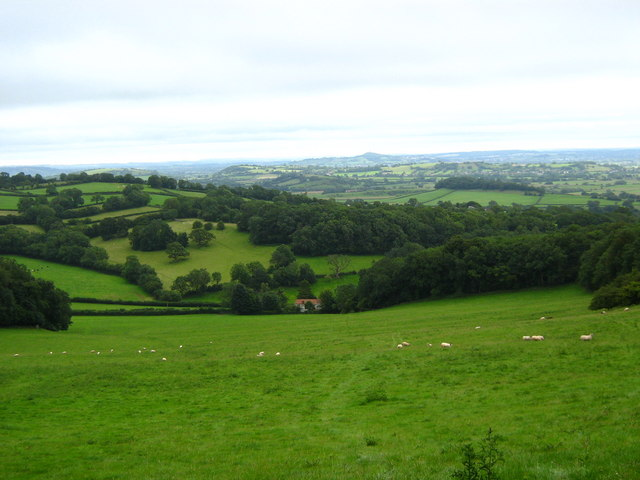
Vue des collines de Mendip.

La partie principale de la chaîne est un vaste plateau large de six à huit kilomètres et de 240 mètres d'altitude en moyenne. L'érosion de surface du calcaire a donné naissance à des gorges, des vallées sèches, des éboulis et des dolines. La plupart de ces gorges, dont les plus célèbres sont celles de Cheddar et la combe de Burrington, sont issues de la dissolution du calcaire. Les sources, dont plusieurs créent des dépôts de tuf, sont particulièrement nombreuses sur le versant oriental des collines. En profondeur, elles sont percées de grottes, parmi lesquelles les grottes de Wookey Hole, à la fois sous le plateau et à la base de l'escarpement méridional. Des lapiaz et autres phénomènes karstiques sont également présents. Les roches du Dévonien et du Silurien sont généralement plus résistantes à l'érosion et constituent le sommet de plusieurs collines, dont celui de leur point culminant, Black Down, à 325 mètres d'altitude.

### Hydrographie

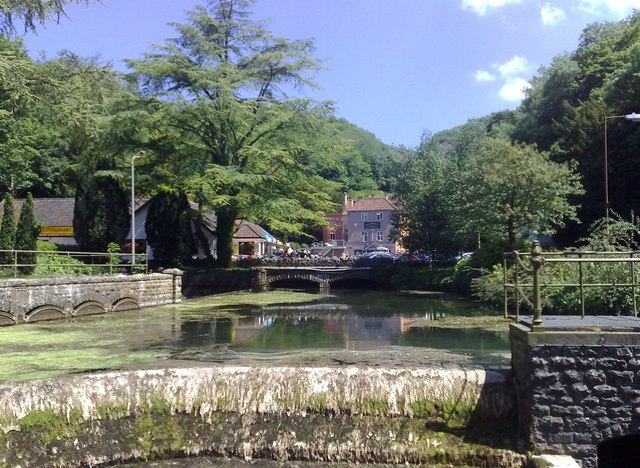
Vue de la rivière Cheddar Yeo en aval des gorges de Cheddar.

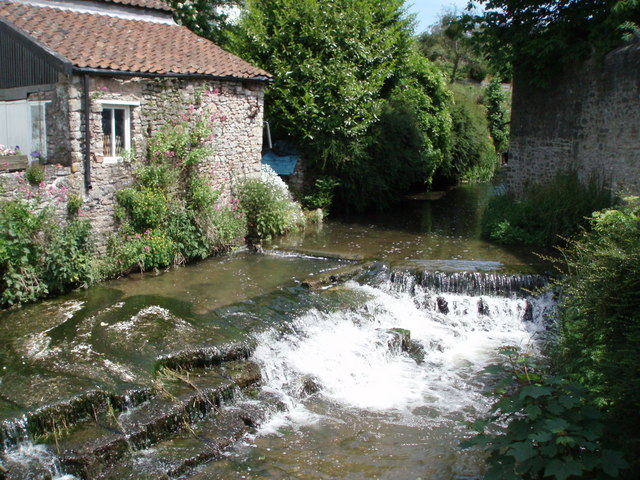
Vue de la rivière Sheppey à Croscombe.

Les collines dissimulent le réseau hydrographique souterrain le plus étendu de Grande-Bretagne. Le fleuve Axe émerge aux grottes de Wookey Hole puis longe le versant méridional des Mendips jusqu'au canal de Bristol. La rivière Cheddar Yeo est un de ses affluents de rive droite. Elle naît à Charterhouse et s'infiltre dans les roches calcaires avant de ressurgir à la grotte de Gough en aval des gorges de Cheddar. Son bassin versant mesure 54 km2. Une partie de ses eaux est dérivée pour alimenter le réservoir de Cheddar,. La Lox Yeo prend sa source à Winscombe, à l'extrémité occidentale de la chaîne et s'écoule sur six kilomètres avant de se jeter dans l'Axe, également en rive droite. La rivière Sheppey prend sa source à Doulting, dans la partie sud-est des collines de Mendip, et s'écoule vers l'ouest sur une vingtaine de kilomètres avant de se jeter en rive droite du fleuve Brue. Elle a pour affluent en rive droite le Keward Brook, qui naît de quatre petits torrents dont les sources se trouvent sur le versant méridional de Pen Hill et qui se rejoignent au Bishop's Palace à Wells. Il est orienté sud-ouest et a une longueur de trois kilomètres. Sur le versant septentrional des Mendips s'écoule la rivière Chew. Elle prend sa source à Chewton Mendip, se dirige vers le nord-nord-ouest pour alimenter le lac de barrage de Chew Valley, puis elle prend la direction du nord-est vers Keynsham où elle se jette en rive gauche de l'Avon, pour une longueur totale de vingt-sept kilomètres. Enfin, la Mells River naît à l'extrémité orientale des Mendips et s'écoule vers l'est sur une quinzaine de kilomètres avant de se jeter au nord de Frome, en rive gauche, dans la rivière du même nom, un autre affluent de l'Avon.
La combinaison des précipitations et de la géologie particulière des collines entraîne un débit moyen estimé au niveau des sources et des puits à 330 000 m3 par jour. La Bristol Waterworks Company, désormais Bristol Water, a rapidement perçu l'importance de cette ressource et a procédé, entre 1846 et 1853, au percement d'une série de tunnels et à la mise en place de conduites et d'aqueducs. Cet ouvrage, appelé « Line of Works », continue à transporter approximativement 18 200 m3 d'eau par jour jusqu'aux réservoirs de Barrow Gurney pour filtration puis vers Bristol et les alentours. La collecte et le transport d'eau depuis les environs de Chewton Mendip, East Harptree et West Harptree se font par la gravité. Les eaux des Mendips sont également collectées dans le réservoir de Cheddar, qui a été construit dans les années 1930 et qui est alimenté par les sources des gorges de Cheddar.

### Géologie

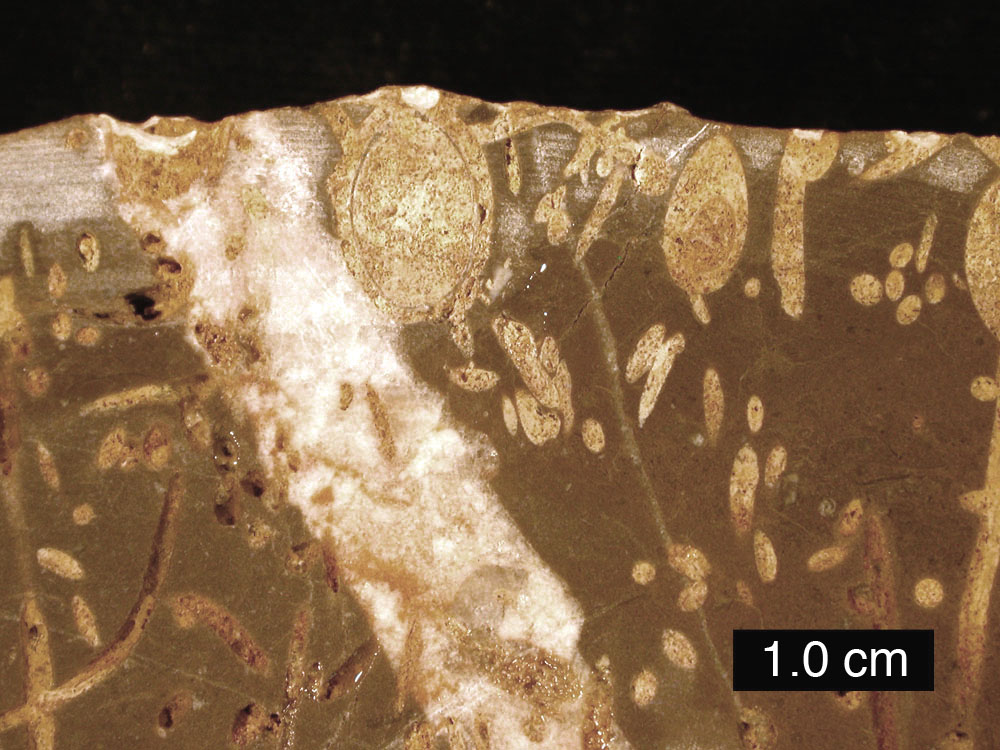
Lame mince d'un échantillon de calcaire carbonifère avec des inclusions d'organismes du Jurassique comprenant des Gastrochaenolites (notamment des bivalves) et des Trypanites.

Les collines de Mendip constituent les hauteurs de calcaire carbonifère les plus méridionales de Grande-Bretagne. Les strates qui composent cette roche se sont formées au Mississippien, entre 320 et 350 millions d'années BP. Par la suite, au Paléozoïque tardif, une grande partie du Nord-Ouest de l'Europe subit une collision continentale qui culmine avec la fin de l'orogenèse varisque, 300 millions d'années BP, à la fin du Carbonifère. Cette activité tectonique entraîne l'apparition de chaînes de montagnes et de collines complexes à travers le Sud de l'Irlande, le Sud-Ouest de l'Angleterre ou encore en Bretagne.
Conséquence de cette orogenèse, les collines de Mendip comprennent au moins quatre anticlinaux orientés selon un axe est-ouest, chacun ayant un cœur de grès du Dévonien et de roches volcaniques du Silurien. Ces dernières sont exploitées dans des carrières pour la construction de routes et comme granulat pour le béton. Entre 200 et 300 millions d'années BP, les Mendips étaient considérablement plus élevées et plus pentues.
Dans certaines régions, les calcaires et les conglomérats dolomitiques ont été minéralisés avec des minerais de plomb et de zinc. Au nord et à l'est, des couches calcaires similaires présentes sous la surface sont exposées dans les gorges de l'Avon alors que des strates plus récentes affleurent à Drundy Hill et aux Cotswolds,, où des calcaires oolithiques du Jurassique affleurent à la surface. À l'ouest du plateau principal, les calcaires du Carbonifère se prolongent à Bleadon Hill et Brean Down et même jusqu'aux îlots de Steep Holm et Flat Holm.

### Climat
Comme l'ensemble de l'Angleterre du Sud-Ouest, les collines de Mendip connaissent un climat tempéré globalement plus humide et plus doux que le reste de l'Angleterre. La température moyenne annuelle est aux alentours de 10 °C et les variations saisonnières et diurnes sont limitées par les influences maritimes, davantage que dans la plupart des régions d'Angleterre. Janvier est le mois le plus froid avec des températures minimales moyennes de 1 à 2 °C ; juillet et août sont les mois les plus chauds avec des maximales journalières autour de 21 °C en moyenne. Décembre est généralement le mois le plus couvert et juin le plus ensoleillé. Le Sud-Ouest de l'Angleterre bénéficie, particulièrement en été, de l'anticyclone des Açores qui étend son influence vers le nord-est jusqu'au Royaume-Uni.
Les cumulus se forment à l'intérieur des terres, en particulier au-dessus des collines, et réduisent l'ensoleillement à 1 600 heures en moyenne annuellement. Les précipitations sont généralement associées aux dépressions atlantiques ou à des mouvements de convection. En été, ces derniers, causés par le rayonnement solaire qui réchauffe les pentes bien exposées, forment des nuages d'averse, si bien qu'une proportion importante des précipitations annuelles est due à des orages. Il tombe en moyenne 800 à 900 millimètres par an. Il n'est pas rare d'avoir une à deux semaines de chutes de neige. Les vents sont les plus intenses de novembre à mars et les plus calmes de juin à août ; leur direction dominante est de sud-ouest à nord-est.

### Faune et flore

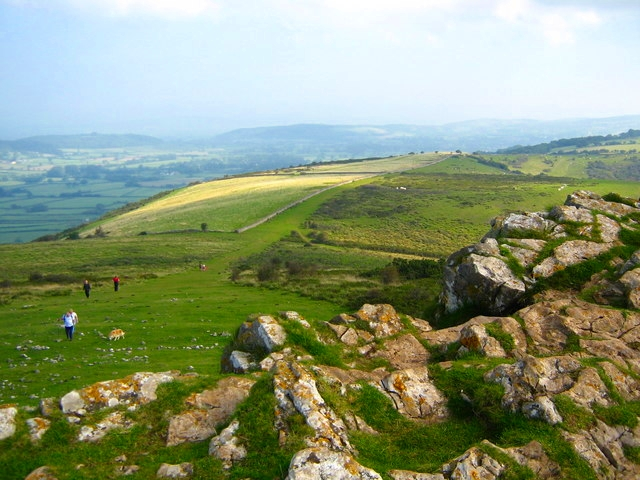
Vue depuis Crook Peak en direction du nord-est, avec des murs en pierre sèche entourés de pelouses et de landes au second plan.

Les collines de Mendip se caractérisent par trois types d'habitat semi-naturel d'importance nationale : des frênaies-érablières (Fraxinus spp. et Acer spp.) qui hébergent fréquemment le Tilleul à petites feuilles (Tilia cordata), des prairies calcaires et des prairies mésotrophiques. Les prairies calcaires ouvertes, qui abritent une grande diversité de plantes à fleurs et d'invertébrés, sont les plus répandues. Certaines sont d'anciens bois à feuillage caduc qui ont été intensivement exploités comme terres arables, en particulier depuis la Première Guerre mondiale. Lorsque la demande en terres arables a décliné en Grande-Bretagne, quelques parcelles sont retournées à l'état de pelouses mais l'usage de fertilisants et d'herbicides a réduit leur biodiversité. Le pâturage par les lapins de garenne (Oryctolagus cuniculus), les moutons (Ovis aries) et les vaches (Bos taurus) maintient naturellement cet écosystème. Les murs en pierre sèche séparant les pâtures sont répandus dans les Mendips. Ils sont construits en pierre calcaire locale en forme de « A » et, malgré l'absence de mortier, le peu d'entretien et l'intégration de barbelés, demeurent dans un relatif bon état. Ils revêtent un intérêt botanique du fait qu'ils abritent d'importantes populations de Drave des murs (Draba muralis). Parmi les autres plantes présentes figurent l'Œillet de Grenoble, localement appelé « rose de Cheddar » (Dianthus gratianopolitanus), le Grémil pourpre bleu (Buglossoides purpurocaerulea), l'Hélianthème des Apennins (Helianthemum apenninum), la Koélérie du Valais ou localement « canche du Somerset » (Koeleria vallesiana) et la Laîche appauvrie (Carex depauperata). Black Down est une zone de landes dont le versant le plus abrupt est couvert de fougères du genre Pteridium et sa partie sommitale de callune (Calluna vulgaris).
Une diversité importante de petits mammifères est présente dans la région. Le muscardin (Muscardinus avellanarius) occupe les taillis et les broussailles. Les chauves-souris, dont le Petit rhinolophe (Rhinolophus hipposideros) et le Grand rhinolophe (Rhinolophus ferrumequinum), particulièrement rares sur le plan national, établissent des colonies dans les bâtiments, les grottes et les mines de la région. La seconde, considérée comme menacée, fait l'objet de mesures de protection, par le biais du Wildlife and Countryside Act 1981 et de l'annexe II de la Directive habitats de 1992.
Parmi les nombreuses espèces d'oiseaux qui peuplent les collines, la présence du Faucon pèlerin (Falco peregrinus) est particulièrement notable, du fait qu'il a graduellement repeuplé la région depuis les années 1980. Il se reproduit en bord de mer et dans les falaises, ainsi que dans les parois des carrières, qu'elles soient abandonnées ou encore exploitées. L'importance ornithologique des landes de montagne des Mendips occidentales a récemment augmenté avec leur colonisation par la Fauvette pitchou (Sylvia undata), qui est présente à Black Down et Crook Peak. En Grande-Bretagne, cette espèce est généralement associée aux landes de plaine. Les forêts de Stock Hill sont un site de reproduction de l'Engoulevent d'Europe (Caprimulgus europaeus) et du Hibou moyen-duc (Asio otus). En 2007, la première observation confirmée d'un Milan royal (Milvus milvus) dans les Mendips a été effectuée à Charterhouse.
La mare Waldegrave, dans la réserve naturelle de Priddy Mineries, est un site important pour les anisoptères, notamment la Cordulie bronzée (Cordulia aenea), dont il constitue le seul lieu de reproduction dans les Mendips, et la Libellule à quatre taches (Libellula quadrimaculata). Plusieurs papillons rares y sont indigènes en Angleterre, notamment le Grand collier argenté (Clossiana euphrosyne), la lucine (Hamearis lucina) et le Thècle de l'orme (Satyrium w-album). En revanche, l'Azuré du serpolet (Phengaris alrion) s'est éteint dans les collines à la fin des années 1970 et un projet de recherche a depuis lors été entrepris sur son écologie et sa possible réintroduction.
L'Écrevisse à pattes blanches (Austropotamobius pallipes) est également rare sur le plan national et sa faible population, dans un affluent de la Mells River et dans la rivière Chew, est en déclin. Parmi les amphibiens, le Triton crêté (Triturus cristatus) est très répandu, notamment dans les carrières abandonnées inondées.

### Population
La population sur le plateau est très dispersée en petites fermes et en hameaux, bien que désormais la plupart des résidents aient un emploi dans les villes environnantes et aient délaissé le travail de la terre ou du bois. Le principal village, situé dans la partie occidentale des Mendips, est Priddy, qui dénombre 598 habitants en 2001, auquel on peut ajouter le hameau de Charterhouse. Les principales agglomérations se trouvent sur les piémonts à l'ouest, généralement dans des vallées. Axbridge (2 024 habitants) et Cheddar (5 724 habitants), toutes deux dans le district de Sedgemoor, ainsi que Shepton Mallet (approximativement 9 700 habitants) et Wells (10 406 habitants), dans le district de Mendip, se trouvent en bordure méridionale des collines. Les paroisses civiles de Blagdon (1 172 habitants), dans le North Somerset, Compton Martin (508 habitants), East Harptree (608 habitants) et West Harptree (459 habitants), en Bath and North East Somerset, sont pour leur part en bordure septentrionale des Mendips.
De nombreux villages des Mendips possèdent leur propre conseil de paroisse disposant de certaines prérogatives pour les affaires locales. Des représentants élus siègent également aux conseils de district ou au sein des autorités unitaires. Chaque village fait partie d'une circonscription parlementaire, en l'occurrence celles de Wells, Weston-super-Mare ou North East Somerset. L'Avon and Somerset Constabulary fournit les services de police.

## Histoire
Vingt sites paléolithiques ont été identifiés dans les Mendips, dont onze ont mis en évidence différents étages fauniques et des artéfacts lithiques au sein de grottes. Les autres sites ont révélé des objets en pierre affleurants, parmi lesquels des pointes à cran, des grattoirs et des bifaces. En outre, vingt-sept découvertes du Mésolithique sont notamment composées de silex et de chailles. Enfin, un grand nombre d'artéfacts datés du Néolithique de l'âge du fer et de l'âge du bronze ont été découverts près de tumulus et de forts autour de Priddy et du site de Dolebury Warren. Les grottes des gorges de Cheddar ont dévoilé de nombreux restes archéologiques, notamment des artéfacts et des ossements, qui ont été lavés lors des crues puis préservés dans le limon. L'homme de Cheddar, le plus vieux squelette complet de Grande-Bretagne, a été trouvé dans la grotte de Gough qui fait partie du réseau de Cheddar. Au sein de la zone classée Area of Outstanding Natural Beauty (AONB) dans les collines de Mendip, se trouvent les vestiges de 286 tumulus. L'inventaire national des monuments d'Angleterre (National Monuments Record) contient plus de 1 200 entrées pour la région, dont plus de 600 bâtiments classés, en plus des 200 monuments anciens classés. Ces sites protégés vont des tumulus et des forts des collines (proches des oppidums) préhistoriques au site Starfish de Black Down datant de la Seconde Guerre mondiale.
Le peuplement des collines de Mendip est de deux types distincts. Le premier, répandu au Néolithique et à l'âge du bronze, puis répété à plus petite échelle au Moyen Âge, se caractérise par l'occupation par des groupes auto-suffisants réunis en petites communautés ou en fermes isolées. Le second apparaît à l'âge du fer et perdure durant l'Empire romain sous la forme de vastes sites aux fonctions spécialisées, qui exercent leur autorité sur les producteurs des piémonts. À partir de l'âge du fer, la propriété des terres acquiert une importance croissance, avec de grandes parcelles déterminées par les activités minières ou d'élevage, permettant de refuser l'accès au plateau ou d'en chasser les colons.

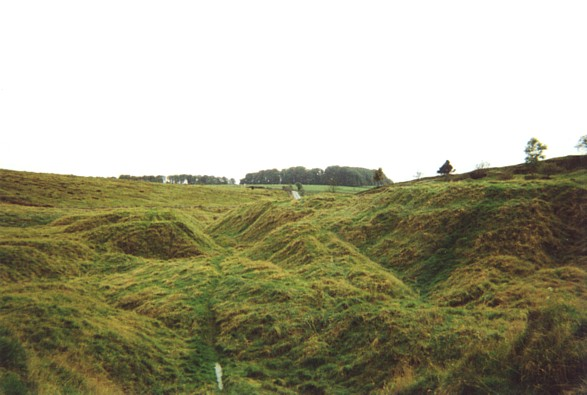
Vue des anciennes mines de plomb romaines de Charterhouse.

Il existe des preuves d'exploitation minière remontant à la fin de l'âge du bronze, du moment où des changements technologiques dans le travail du métal indiquent l'usage du plomb. La conquête romaine de la Bretagne, et probablement la période préalable d'implication des Romains dans les affaires intérieures du Sud de l'Angleterre, ont été partiellement motivées par la richesse en minerai des Mendips. Une grande partie de l'intérêt des mines de plomb réside dans leur potentielle richesse en argent. Le latin « EX ARG VEB » estampillé sur les lingots de plomb suggère un processus de désargentisation et des moules de lingots d'argent ont été retrouvés. Les monnaies en argent des Dobunni et des Durotriges reflètent aussi probablement la présence de ce métal dans les mines. À la fin du Moyen Âge, un ensemble complexe de droit coutumier a vu le jour portant sur les quatre mines des Mendips. Le fait que ce contrôle échoie aux monastères pourrait indiquer une continuité dans l'occupation des vastes exploitations, fondée sur les mines, depuis l'époque romaine. L'extraction du plomb se poursuit jusqu'en 1908. Elle a engendré des sols accidentés et pollués, connus localement sous le terme « gruffy ». Son origine, incertaine, pourrait dériver des rainures (en anglais : grooves) formées lors de l'exploitation des veines de minerai à proximité de la surface. Les autres ressources produites comprennent la calamine, le manganèse, le fer, le cuivre et la barytine.
Au milieu du Ier siècle, d'anciennes pistes traversant les collines sont remplacées par le Fosse Way, une voie romaine reliant Exeter à Lincoln en passant par Ilchester et Bath, dont une branche dessert les mines de plomb de Charterhouse. Stratton-on-the-Fosse et Lydford-on-Fosse, deux villages des Mendips, sont le témoin de l'arrivée de cette nouvelle route. Toutefois, la plus grande partie du plateau demeure non cultivée et non clôturée, ce qui fait que de nombreuses voies restent à l'état de chemins étroits et tortueux serpentant le long de haies. Lorsque les pistes trouvent leurs origines dans des drailles, elles deviennent généralement des routes ouvertes avec de larges accotements. Les routes tendent à suivre le tracé des gorges et des vallées, à l'instar de celles de Cheddar. La plupart des voies actuelles ont commencé comme routes à péage au XVIe siècle.
La visite de William Wilberforce en 1789, au cours de laquelle il rend compte des mauvaises conditions de vie dans la région, incite Hannah More à prendre des mesures afin d'améliorer le quotidien des mineurs et des agriculteurs. Sous son influence, des écoles sont construites et les enfants reçoivent une instruction respectant officiellement la doctrine chrétienne. Entre 1770 et 1813, 7 300 hectares de terres sont clôturés dans les collines, principalement avec des murs en pierre sèche qui constituent encore un élément remarquable du paysage. En 2006, des fonds sont obtenus afin d'entretenir et de restaurer ces murs, qui s'étaient considérablement détériorés.

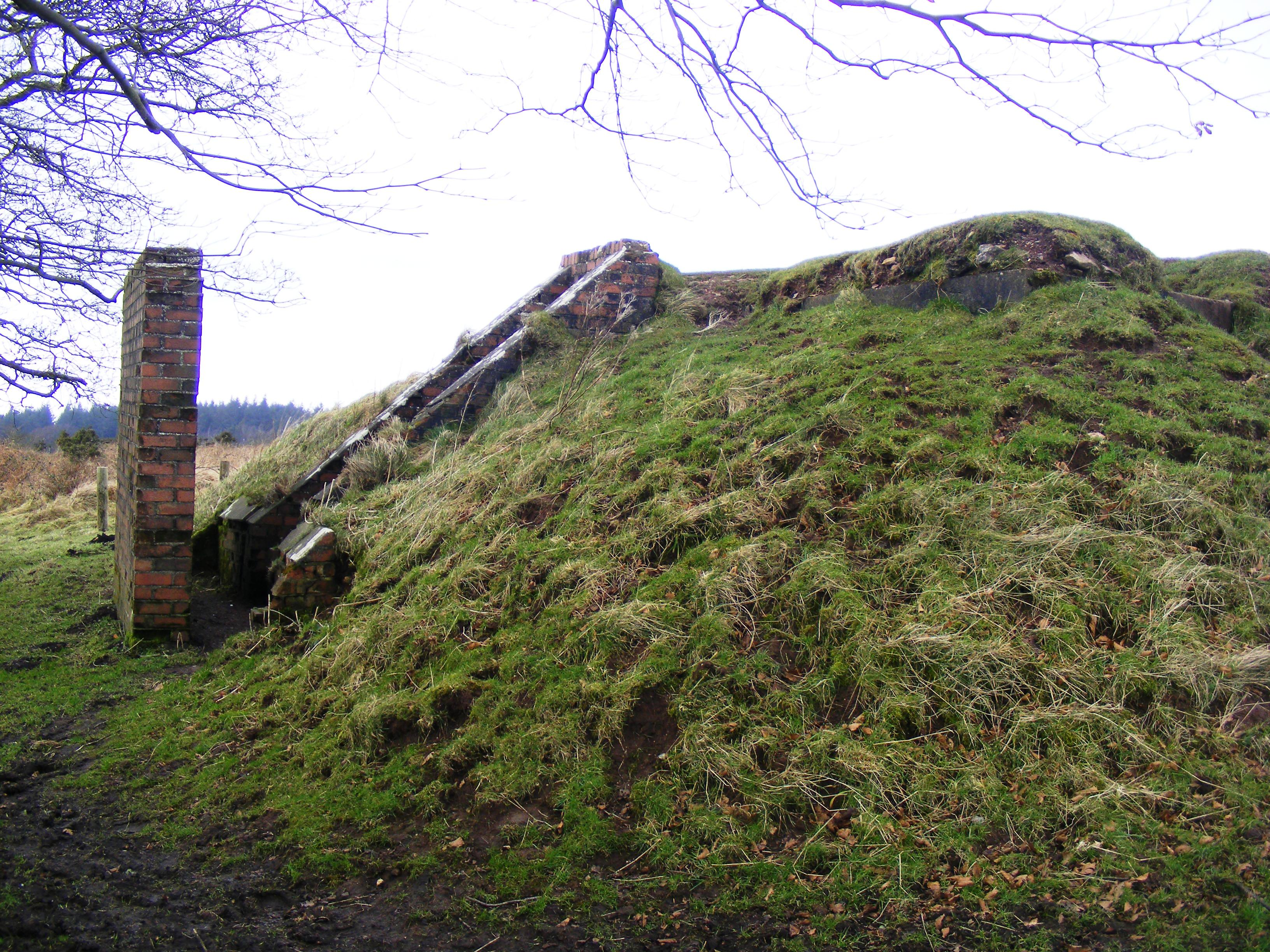
Vue d'un bunker de la Seconde Guerre mondiale sur Black Down.

Peu avant la Première Guerre mondiale, plus de trois cents « Mendip Motor Cars » sont assemblées dans une usine située à Chewton Mendip. Le site Starfish de Black Down, construit durant la Seconde Guerre mondiale, est destiné à leurrer les bombardiers allemands ayant pour cible la ville de Bristol ; d'autre part, des monticules de pierres, à l'allure de cairns, sont érigés afin d'empêcher l'atterrissage d'appareils ennemis sur le plateau sommital.
Dans les années 1960, le plus haut pylône de la région, l'antenne de télévision UHF de Mendip, est érigé à 293 mètres au-dessus du sol et 598 mètres d'altitude, sur Pen Hill (305 m), le deuxième plus haut sommet des Mendips près de Wells. Depuis 2003, des oppositions ont vu le jour face au projet d'éolienne près de Chewton Mendip. La proposition avait d'abord été rejetée par le conseil de district de Mendip, lequel avait rencontré le soutien d'une poignée de groupes et d'organisations locales, sur le principe que son impact environnemental en bordure de l'AONB ne pourrait être compensé par la quantité d'électricité produite. En avril 2006, pourtant, les travaux d'enquête donnent à la société Ecotricity la permission de dresser une éolienne de 102 mètres de hauteur au cours de l'année qui suit,. Le Mendip Power Group installe pour sa part des micro-centrales électriques dans des anciens moulins à eau. Le premier à produire de l'électricité est Tellisford Mill, sur la rivière Frome, qui devient opérationnel en 2006 et génère 50 à 55 kW. Les autres moulins du groupe, avec leur capacité initiale évaluée, sont Stowford Mill (37 kW) et Shawford Mill (31 kW), Jackdaws Iron Works (10 kW), Glencot House (5,8 kW), Burcott Mill (5,2 kW), Bleadney Mill (5,4 kW), Coleford Mill (6,6 kW), Old Mill (5,2 kW) et Farrants Mill (9,9 kW).

## Activités

### Infrastructures
Les routes actuelles évitent les parties les plus élevées des collines. Au nord de la partie occidentale des Mendips, l'A368 les sépare de la Chew Valley, alors qu'au sud l'A371 longe similairement le pied de l'escarpement faisant face à la plaine des Somerset Levels. L'extrémité occidentale est traversée par l'autoroute M5 et l'A38. À l'est, selon un axe nord/sud ou nord-est/sud-ouest, se trouvent l'A37, l'A39 et l'A367.

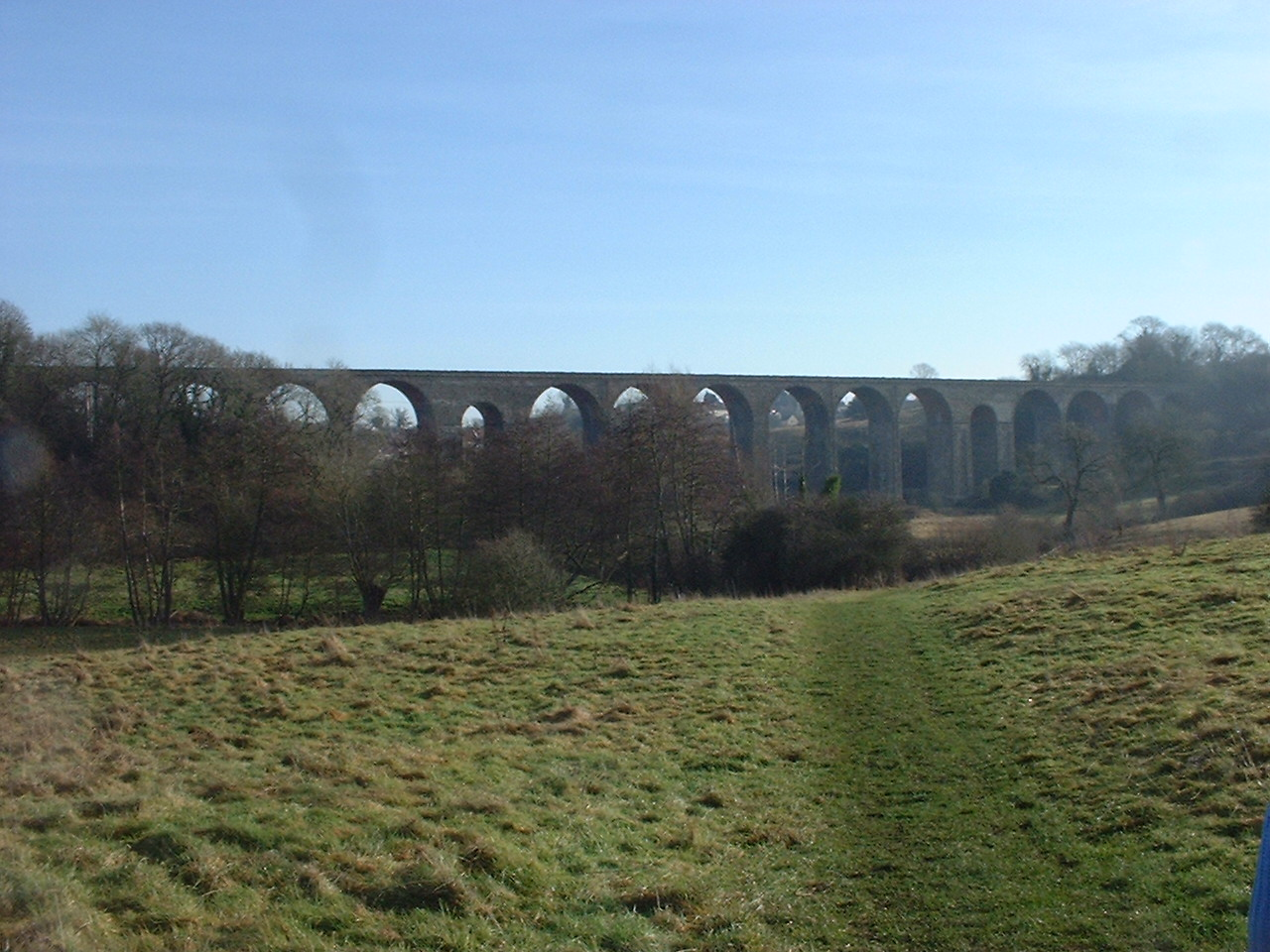
Vue du viaduc de Pensford abandonné en 1968, où passait le Bristol and North Somerset Railway.

À la fin du XIXe siècle et au début du XXe siècle, le Bristol and North Somerset Railway courait parallèlement à l'A37. Au sud et à l'ouest, la Cheddar Valley Line et le Wrington Vale Light Railway, des branches de l'ancien Bristol and Exeter Railway, desservaient les villes et villages depuis Cheddar jusqu'à Wells,. À l'est, le Somerset and Dorset Joint Railway reliait, en direction du sud, le Dorset depuis Bath avec une gare à Wells. Toutes ces lignes de chemin de fer sont désormais fermées et ne subsistent que des lignes de fret du Mendip Rail destinées à transporter la pierre calcaire depuis les carrières. Le canal à charbon du Somerset atteignait certains des puits du bassin minier du Somerset à l'extrémité orientale des Mendips,,,,.

### Extraction minière
Au cours des siècles derniers, les collines de Mendip, comme les Cotswolds au nord, ont été exploitées pour la pierre afin de bâtir les cités de Bath et Bristol, aussi bien que de plus petites villes du Somerset. Les carrières sont désormais des fournisseurs majeurs en matériaux pour les routes du Sud de l'Angleterre. Douze millions de tonnes de calcaire sont extraites chaque année, plus de 2 000 personnes sont employées dans le cadre de cette activité qui rapporte annuellement environ 150 millions de livres. Neuf carrières continuent d'exploiter les grès du Dévonien et les calcaires du Carbonifère, et il existe de nombreux sites abandonnés, dont plusieurs ont été classés site d'intérêt scientifique particulier pour leur géologie par English Nature. En raison de leur impact sur l'environnement et les communautés locales, une campagne a été lancée afin de mettre un terme à la création de nouvelles carrières et de restreindre les activités et l'expansion des carrières existantes. D'autre part, le bassin minier du Somerset a des ramifications à l'extrémité orientale des Mendips.

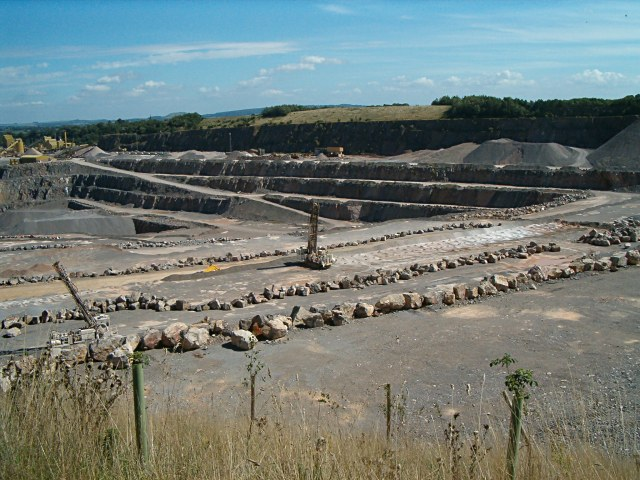
Vue de l'extrémité occidentale de la carrière de Whatley.
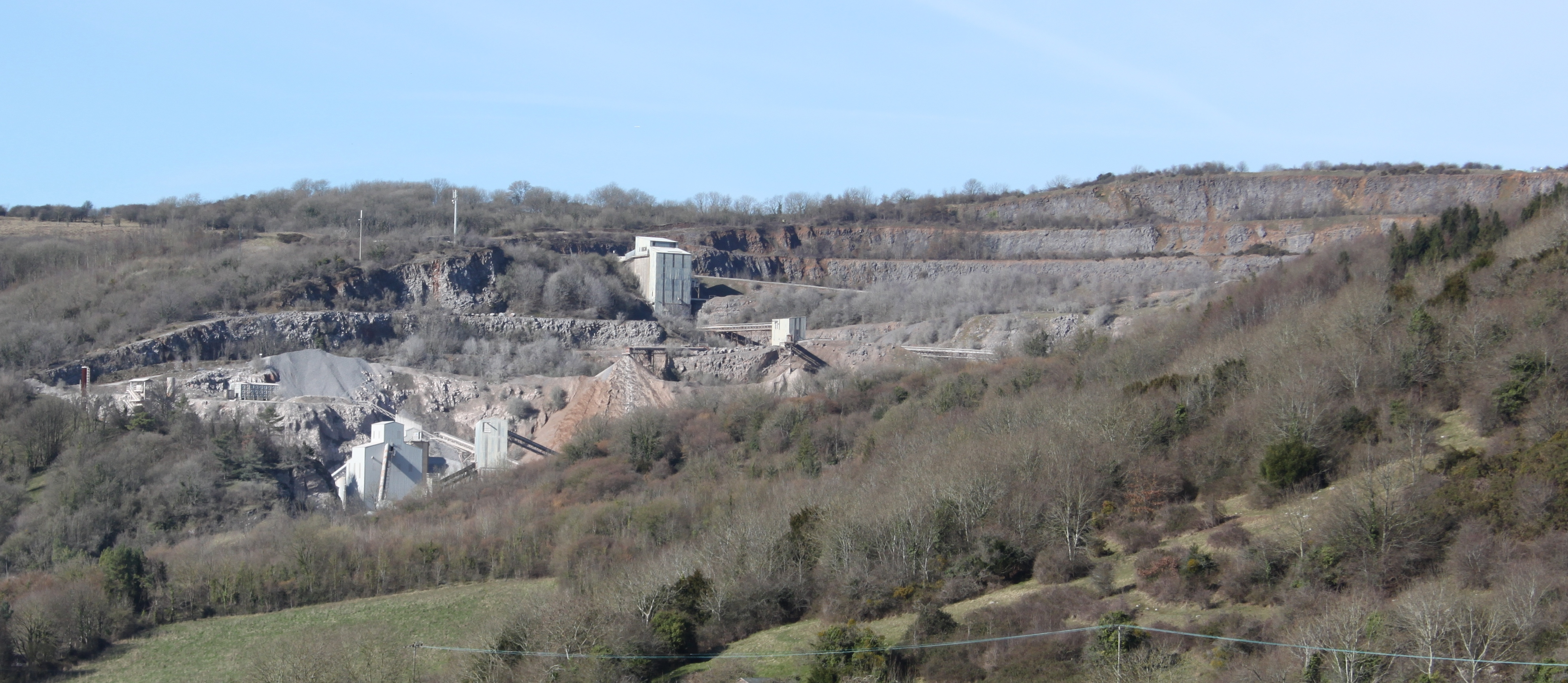
Vue de la carrière de Batts Combe depuis la tour d'observation surplombant les gorges de Cheddar.
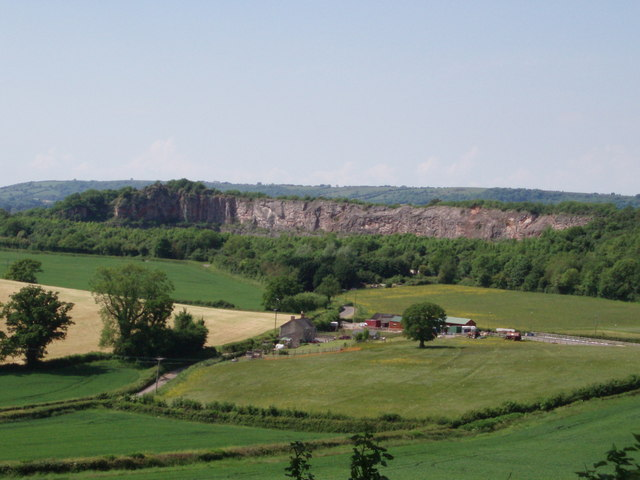
Vue de la carrière abandonnée de Dulcote.
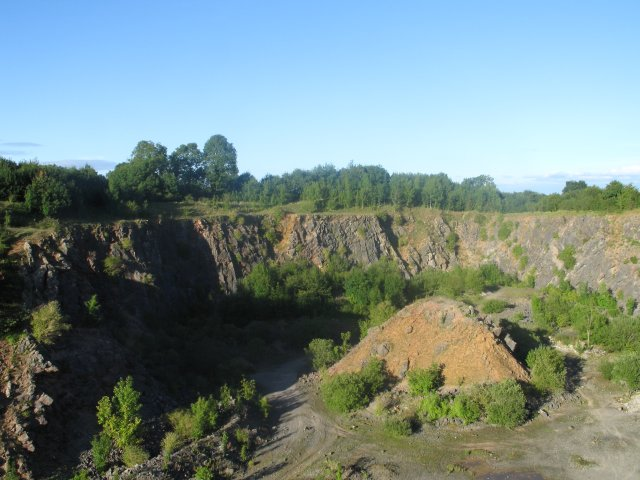
Vue de la carrière de Fairy Cave, transformée en site d'escalade et de moto-cross.

### Activités sportives et touristiques
Les collines de Mendip permettent la pratique d'un grand nombre de sports et d'activités récréatives en extérieur, parmi lesquels la chasse, la spéléologie, l'escalade et la descente en rappel. La grande biodiversité les rendent attractives pour les randonneurs et les passionnés d'histoire naturelle,.

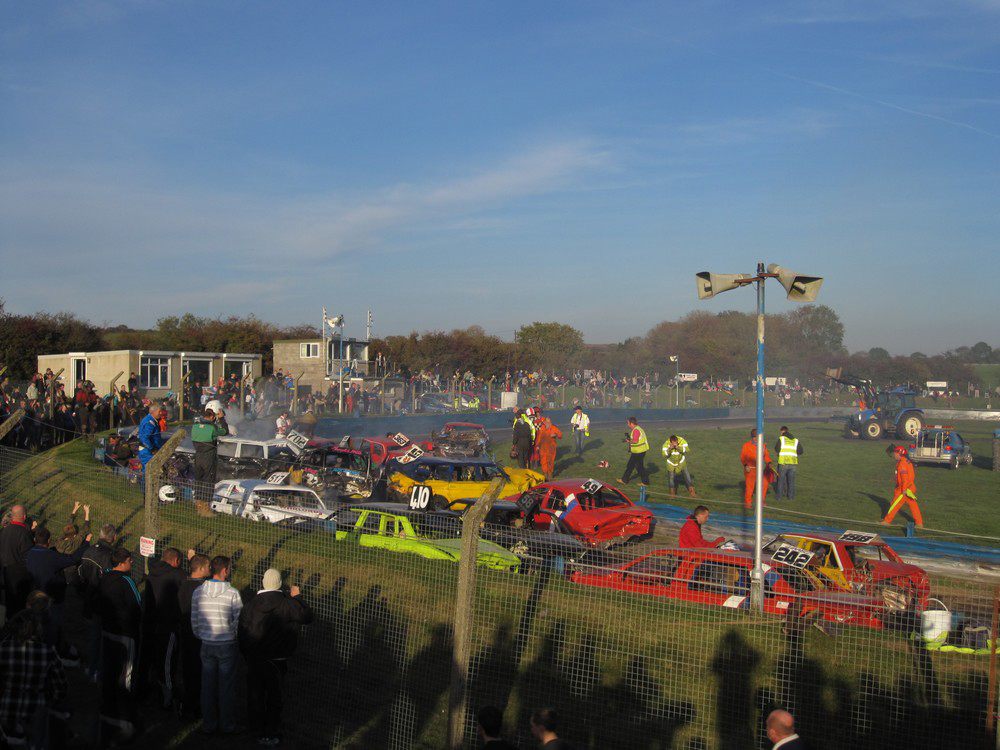
Carambolage sur le Mendips Raceway.

Parallèlement, des courses automobiles, notamment des compétitions de stock-car F1 et F2, se déroulent sur l'anneau de vitesse du Mendips Raceway depuis 1969. Le circuit est situé au bord de Warrens Hill Road et jouxte la carrière de Batts Combe, entre Shipham et Charterhouse.

#### Spéléologie
L'eau a creusé de vastes réseaux souterrains dans les calcaires des Mendips, faisant des collines un centre national pour la spéléologie. Certaines grottes sont connues pratiquement depuis l'établissement des mines de plomb à l'époque romaine. Pourtant, de nombreuses autres ont été découvertes ou visitées seulement au cours du XXe siècle. Nombre de ces grottes ont été mises au jour par l'explorateur Herbert E. Balch puis photographiées méthodiquement, à l'aide d'imposantes chambres et de plaques photographiques ainsi que de poudre flash, par le spéléologue Harry Savory.
La grande majorité de ces grottes n'est accessible qu'à des spécialistes, à l'exception notable de celles des gorges de Cheddar ou de Wookey Hole qui sont aisées d'accès et abritent des spectacles. Le Mendip Caving Group (littéralement « groupe de spéléologie de Mendip ») et d'autres clubs locaux organisent des excursions et continuent à découvrir de nouvelles grottes.
Les tentatives d'exploration du vaste réseau hydrographique souterrain ont conduit à l'émergence de la plongée souterraine en Grande-Bretagne. La première tentative s'est déroulée à Swildon's Hole en 1934. Le premier succès a eu lieu l'année suivante au Wookey Hole et a permis de révéler alors le plus profond siphon de l'île avec 76 mètres. Les complexes de grottes de St. Dunstan's Well Catchment, Lamb Leer et Priddy Caves ont été désignés sites d'intérêt scientifique particulier. La grotte la plus profonde des collines de Mendip est celle de Charterhouse, qui présente un dénivelé connu de 228 mètres.

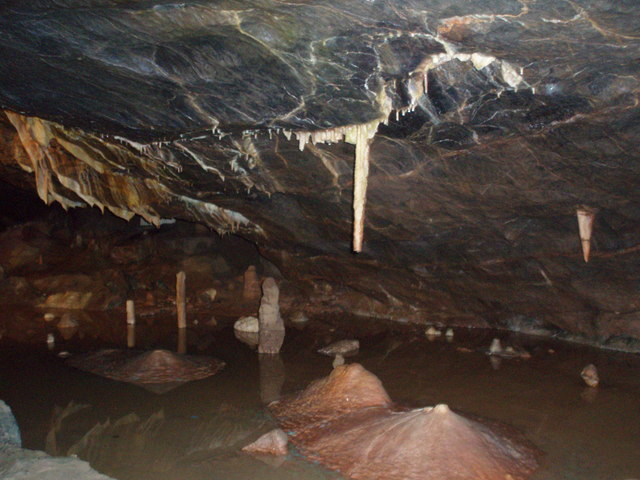
Vue de la grotte de Gough présentant des stalactites et des stalagmites.
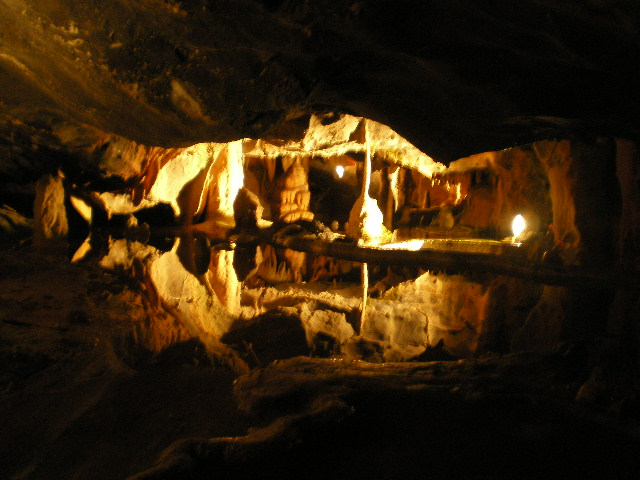
Vue des reflets dans un lac de Coxs Cave.
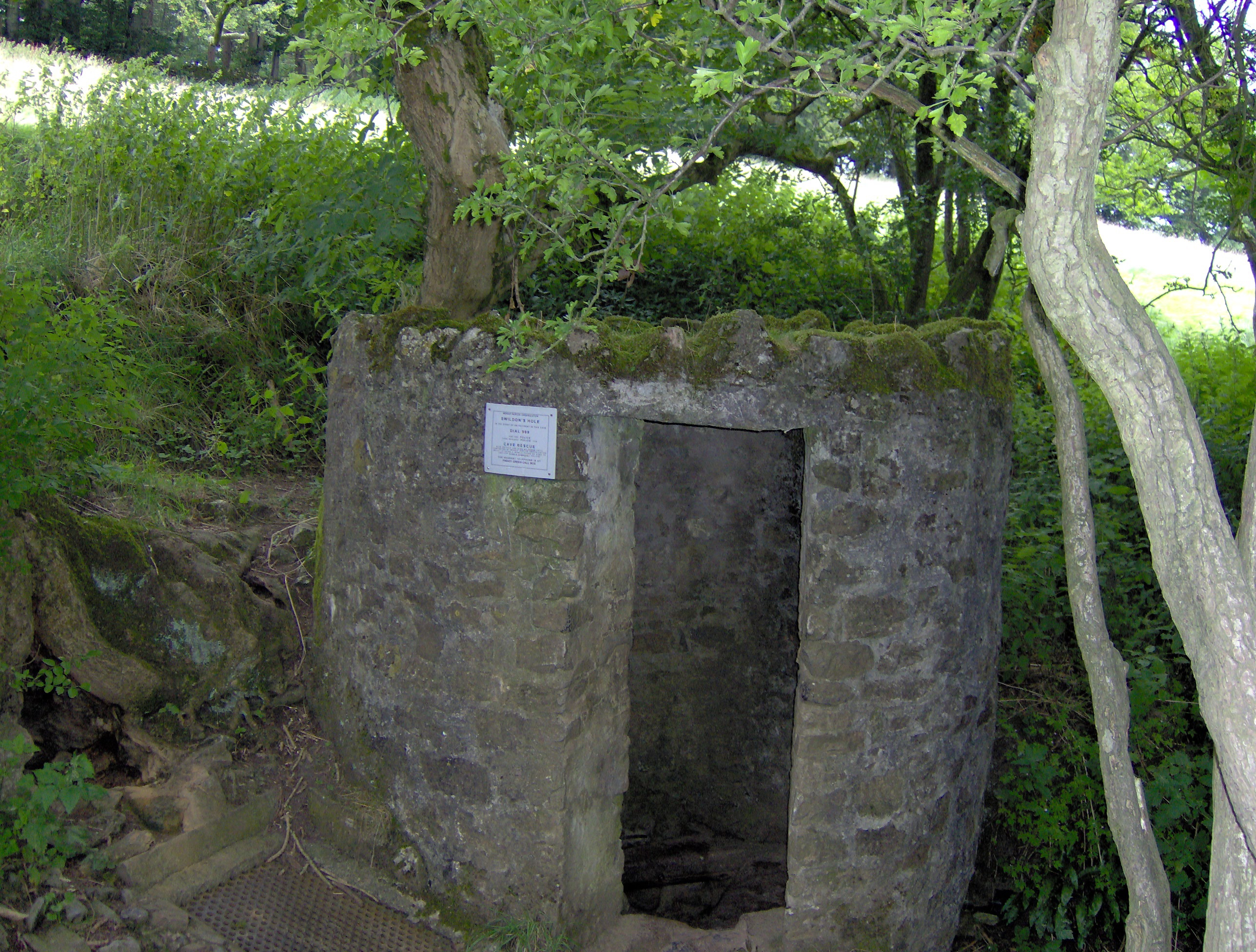
Vue de l'entrée de Swildon's Hole.
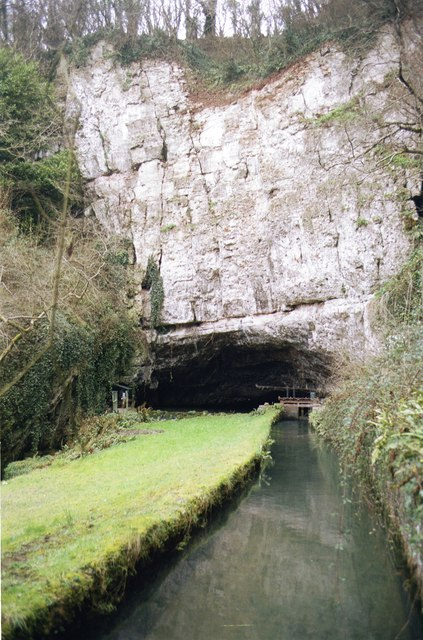
Vue de la source de l'Axe à sa sortie de Wookey Hole.
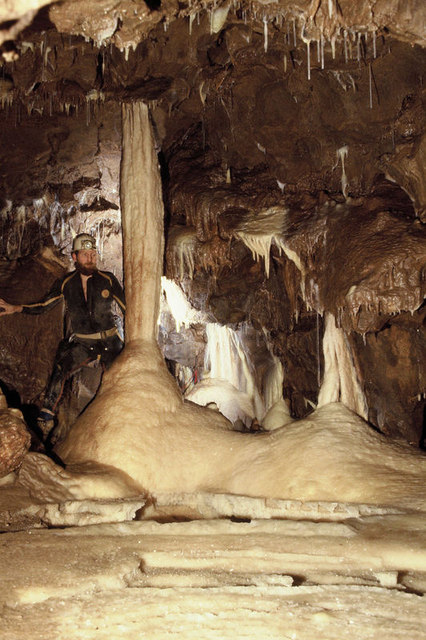
Exploration à Shatter Cave (carrière de Fairy Cave).
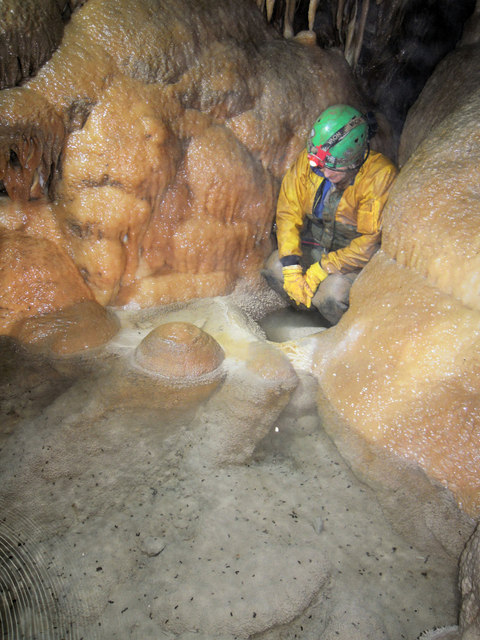
Exploration à W/L Cave (carrière de Fairy Cave).
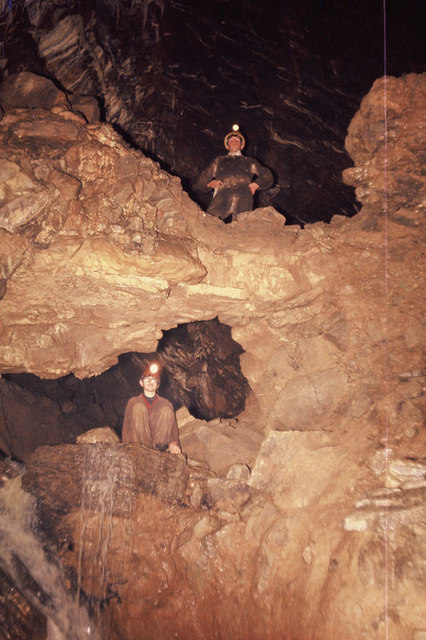
Exploration à GB Cave.
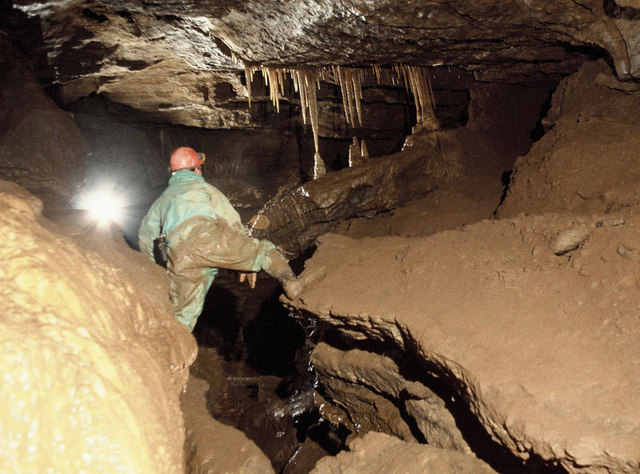
Exploration à St Cuthbert's Swallet.

#### Randonnée

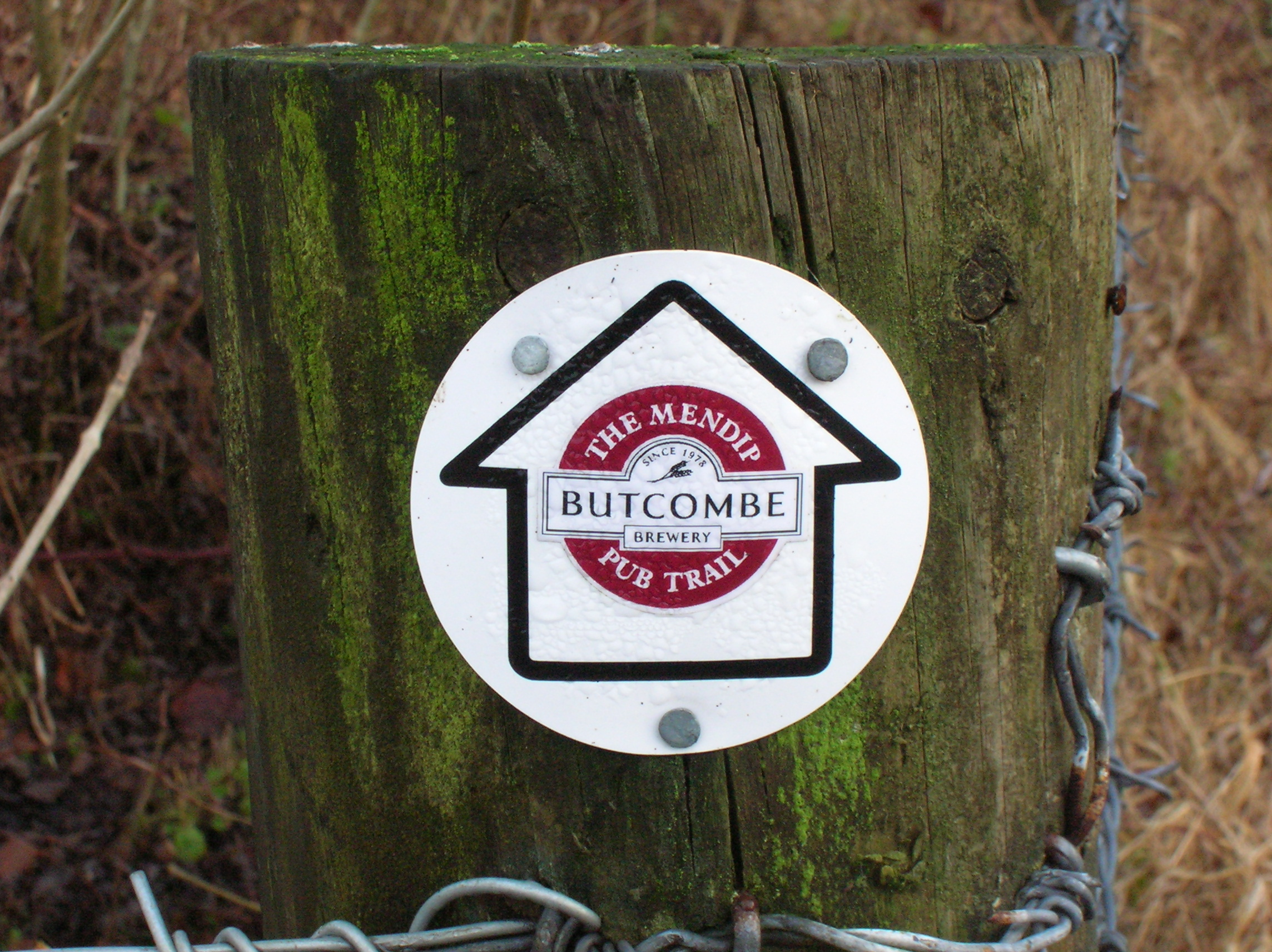
Balise du Mendip Pub Trail à Charterhouse.

Plusieurs sites des collines de Mendip sont désignés terres d'accès public et sont parcourus par des sentiers de randonnée ou de simples chemins de promenade, qui sont généralement clairement balisés. Le Limestone Link (littéralement « liaison calcaire ») est un sentier longue distance de 58 kilomètres reliant les Mendips aux Cotswolds. Le Mendip Way parcourt 80 kilomètres depuis Weston-super-Mare, et plus particulièrement Uphill Cliff surplombant le canal de Bristol, jusqu'à Frome, en passant par le plateau central des Mendips qui offre des vues panoramiques sur la plaine des Somerset Levels et les gorges de Cheddar. Le Monarch's Way, long de 990 kilomètres, s'étend de Worcester à Shoreham-by-Sea dans le Sussex de l'Ouest. Il suit étroitement la route empruntée par Charles II d'Angleterre après sa défaite à la bataille de Worcester en 1651. Le sentier entre dans le Somerset près de Chewton Mendip et traverse les Mendips pour relier Wells. Un sentier de 72 kilomètres de long, le Mendip Pub Trail, relie six pubs appartenant à la brasserie Butcombe, depuis Hinton Blewett, puis Priddy, Axbridge, Bleadon, Rowberrow, jusqu'à Compton Martin.

### Protection environnementale

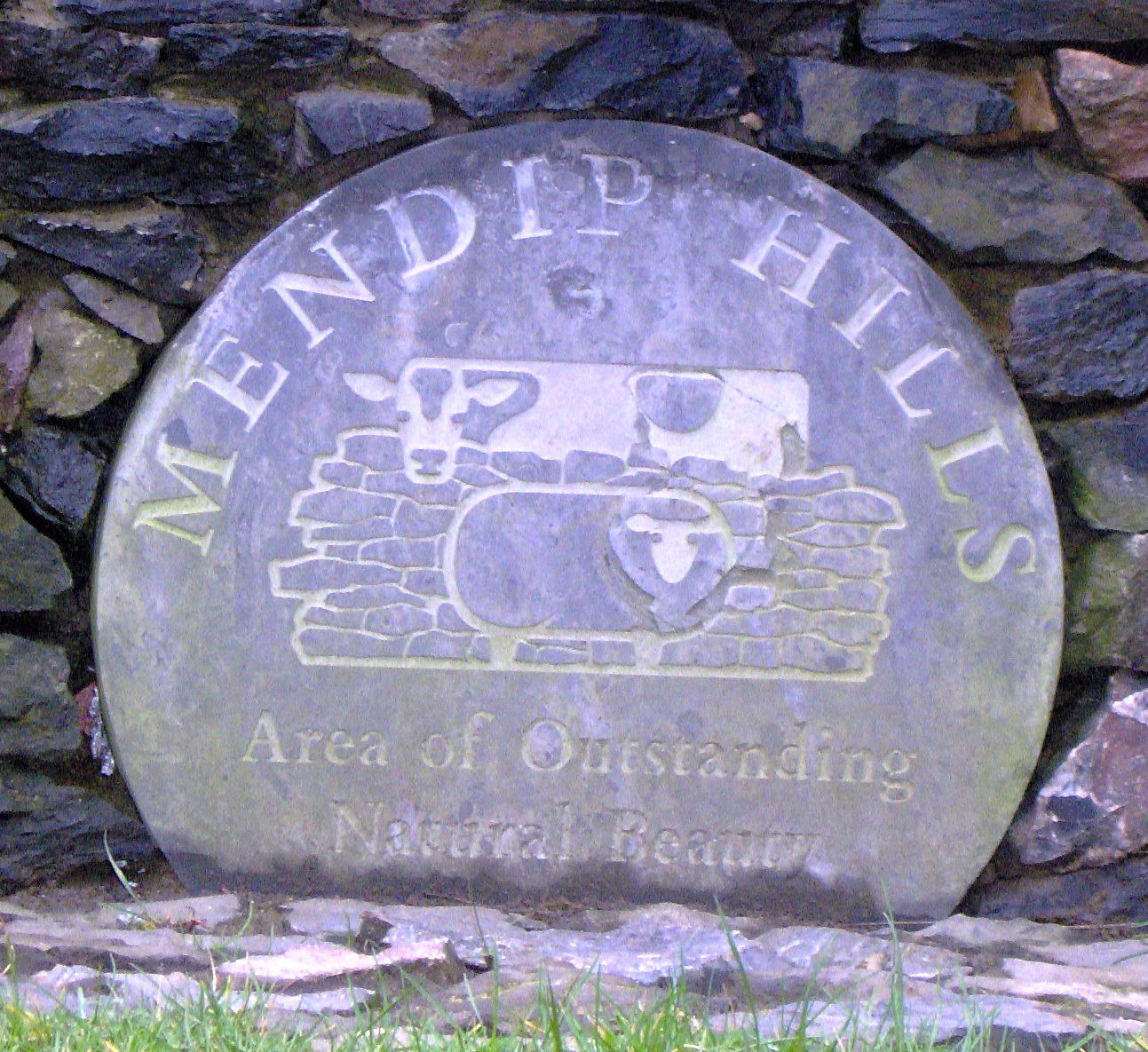
Stèle avec le logo de l'AONB des collines de Mendip dans la combe de Burrington.

Depuis 1972, l'extrémité occidentale des collines de Mendip est classée en tant qu'Area of Outstanding Natural Beauty (AONB, littéralement « zone de beauté naturelle exceptionnelle ») sous la protection du National Parks and Access to the Countryside Act 1949. Elle couvre 198 km2. La Mendip Society, qui a été fondée en 1965, contribue à la promotion de ce classement et à la protection de la région. Elle compte désormais 700 membres et dirige un programme de randonnées accompagnées et de présentations pédagogiques. Elle dispose également d'un petit fonds de subventions afin d'aider les collectivités à la préservation et à la mise en valeur des paysages ainsi qu'à leur promotion.
De par la qualité similaire de leurs paysages, les AONB peuvent être comparées aux parcs nationaux d'Angleterre et du pays de Galles, sous la même législation. En revanche, les parcs nationaux possèdent leurs propres services de police et ont le pouvoir juridique d'empêcher certains aménagements, alors que les AONB n'ont que des moyens d'action limités sur les autorités locales malgré un pouvoir de régulation et de protection étendu par le Countryside and Rights of Way Act 2000.
En 2009, un dossier est constitué par les autorités de l'AONB afin de tenter d'obtenir le statut de géoparc, défini par l'UNESCO au sein de son réseau international en tant que « territoire comprenant un ou plusieurs sites scientifiques d'importance, pas seulement pour des raisons géologiques, mais également en vertu de son archéologie, de son écologie et de sa valeur culturelle ».
Le Mendip Hills Partnership, qui joue un rôle administratif, comprend ou a compris les cinq autorités locales qui recouvrent l'AONB, des organismes comme la Countryside Agency ou English Nature, des conseils de paroisse et d'autres organisations et groupes qui ont des intérêts dans la préservation de la région. Les membres de l'AONB détachés à ce partenariat sont basés au centre de Charterhouse, au cœur de la zone protégée. Cette équipe est constituée d'un directeur, d'un chef de projet, d'un assistant et planificateur à temps partiel. Ils sont épaulés par vingt gardes-forestiers volontaires. En 2005, une proposition a été soumise à la Countryside Agency afin d'étendre le périmètre de l'AONB à Steep Holm et Brean Down vers l'ouest et en direction de Frome vers l'est.

## Culture populaire

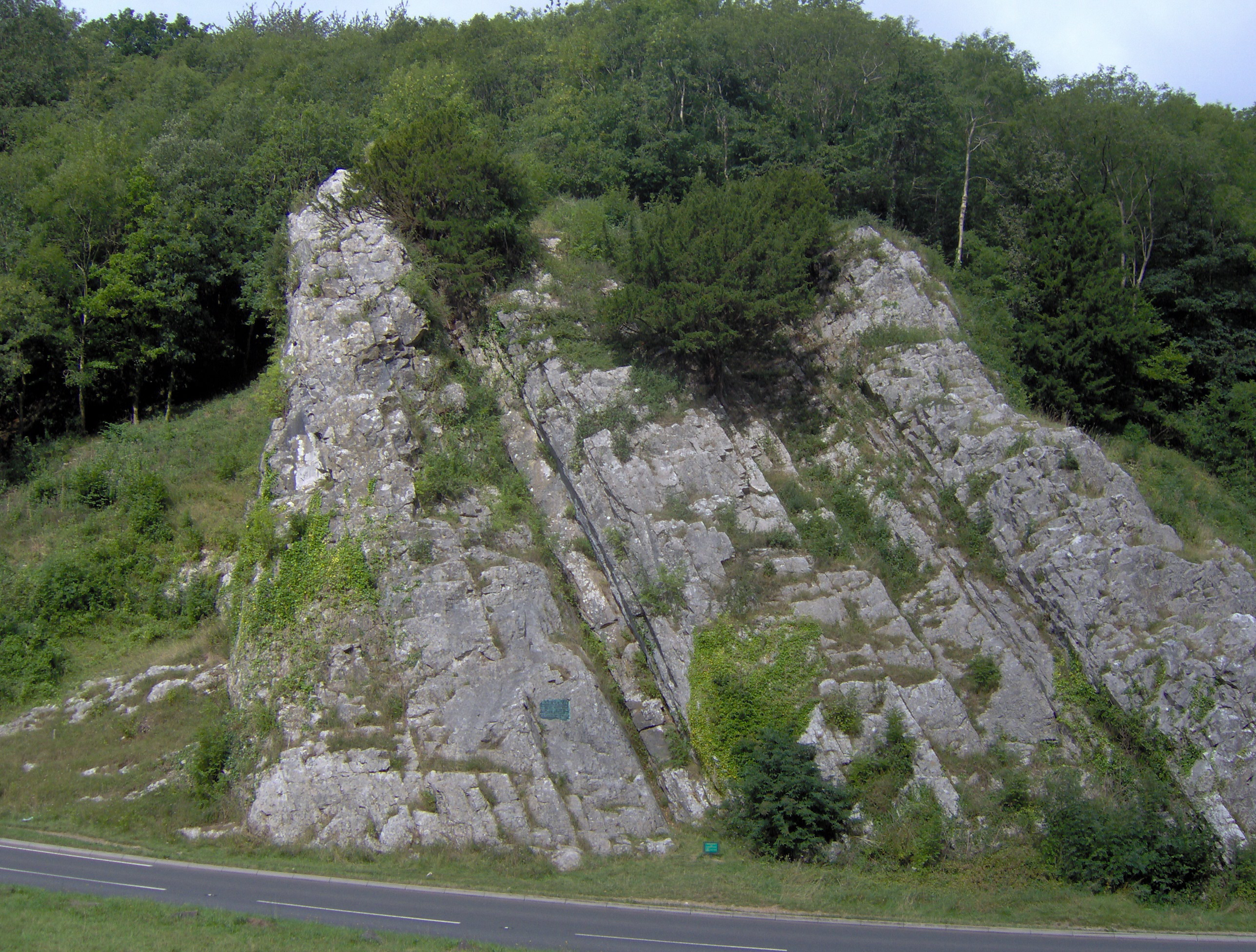
Les rochers des Âges (en anglais Rock of Ages), dans la combe de Burrington, où Toplady est supposé s'être abrité.

L'écrivain anglais Thomas Hardy décrit les collines de Mendip comme « une série de roches calcaires s'étirant depuis les côtes du canal de Bristol jusqu'au centre du Somersetshire » et plusieurs de ses livres font mention des Mendips ou de leurs sites. Selon la légende, le religieux et poète Augustus Montague Toplady a été inspiré pour écrire les paroles de l'hymne chrétienne Rock of Ages, par des rochers où il est supposé s'être abrité dans la combe de Burrington au cours d'un orage en 1763. Une plaque métallique commémore cette inspiration,.
La première et la dernière des quatre strophes se déclament ainsi, le texte en français étant une adaptation non littérale :
| Rock of Ages, cleft for me, Let me hide myself in Thee; Let the water and the blood, From Thy wounded side which flowed, Be of sin the double cure, Save from wrath and make me pure. [...] While I draw this fleeting breath, When my eyes shall close in death, When I rise to worlds unknown, And behold Thee on Thy throne, Rock of Ages, cleft for me, Let me hide myself in Thee. | Christ, Rocher percé pour moi, Je viens m'en remettre à Toi ; Du côté, l'eau et le sang Me guérissent doublement : Ils effacent le péché Et ma culpabilité ! […] Sans le souffle dans mon corps, Mes yeux sont clos dans la mort, Je m’élance alors vers Toi, Vers ton Trône, ô Juge et Roi : Christ, Rocher percé pour moi, Je viens m'en remettre à Toi ! |